# Sheila Gordon
Sheila Gordon (n. 22 ianuarie 1927 - d. 10 mai 2013) a fost o scriitoare născută în Africa de Sud. Este autoarea cărții Așteptând ploaia. A crescut în Africa de Sud, iar mai târziu s-a stabilit în Statele Unite ale Americii, la New York.